# Bazilica Sfântul Ioan din Lateran
Basilica Sfântul Ioan din Lateran (în italiană Basilica di San Giovanni in Laterano) este catedrala Romei și scaunul eclezial al episcopului Romei.

## Istoric
Bazilica este ridicată pe locul palatului Lateran, de la începutul Imperiului Roman. Piața din fața palatului păstrează un obelisc construit de faraonul Tuthmosis III în Karnak, pentru a fi poziționat în Circus Maximus, obelisc care mai apoi a fost adus aici.
Palatul Lateran a căzut în mâna împăratului în momentul în care Constantin cel Mare s-a căsătorit cu a doua sa soție, Fausta, sora lui Maxențiu. Cunoscut în lumea vremii ca "Domul Faustan" sau "Casa Faustei", palatul Lateran a fost în cele din urmă oferit episcopului Romei de către Constantin. Data exactă a donării nu este cunoscută, însă se crede că s-a realizat sub pontificatul papei Miltiade, pentru a găzdui sinodul din anul 313, care a alunecat în declanșarea schizmei donatiste, prin declararea donatismului ca erezie. Bazilica palatului a fost lărgită și înfrumusețată, devenind în cele din urmă catedrala Romei, scaunul papilor ca patriarhi ai Romei.
Sfințirea oficială a bisericii cât și a anexelor a fost prezidată de papa Silvestru I în anul 324, declarându-o ca Domul lui Dumnezeu. În interiorul acesteia a fost așezat scaunul papal, făcând din aceasta catedrala Romei. 
Palatul și bazilica au mai fost închinate de două ori: Papa Sergiu al III-lea le-a dedicat Sfântului Ioan Botezătorul în secolul al X-lea, cu ocazia sfințirii noului baptisteriu al bazilicii. Papa Lucius al II-lea le-a dedicat și Sfântului Ioan Evanghelistul, în secolul al XII-lea.
Acești doi sfinți sunt considerați drept ocrotitori ai lăcașului, ocrotitorul prim fiind Hristos însuși. Mai târziu, bazilica va ajunge sub conducerea unor călugări benedictini, ce se vor ocupa cu îngrijirea acesteia și cu cinstirea celor doi sfinți.
Toți papii de la Miltiade încoace au ocupat scaunul papal din Lateran până la domnia papei francez Clement al V-lea, care în anul 1309 a decis să transfere scaunul oficial al bisericii catolice la Avignon. În timpul exilului de la Avignon, palatul și bazilica din Lateran au intrat într-un declin. Două incendii devastatoare au cuprins Lateranul - unul în anul 1307 și altul în anul 1361. În ambele cazuri, papii din Avignon au trimis fonduri pentru reparațiile necesare. Lateranul își va pierde strălucirea inițială.
Papa Sixtus al V-lea a eliminat palatul original cât și bazilica ordonând înlocuirea lor. Reconstruirea Palatului și a Bazilicii au devenit două lucruri separate. Astăzi, palatul Lateran este locașul muzeului pontifical și al creștinismului antic. Obeliscul din fața palatului este din granit roșu fiind cel mai mare din lume. A fost ridicat de Thutmose al III-lea în Karnak. A fost mutat de Constantin al II-lea în anul 357 și ridicat din nou în Circus Maximus. Sixtus al V-lea l-a așezat în locul său actual în anul 1587. Palatul Lateran a folosit drept loc de întrunire a multor sinoade.
Au existat mai multe tentative de reconstrucție a bazilicii înainte de papa Sixtus al V-lea. Sixtus l-a angajat pe arhitectul său favorit - Domenico Fontana - pentru a revedea proiectul. O continuare a renovării a avut loc sub Francesco Borromini, angajat de Papa Inocențiu al X-lea. Cele 12 nișe create de acesta vor fi umplute abia în anul 1718 cu statuile Apostolilor.
Viziunea papei Clement al XII-lea în privința reconstruirii era una ambițioasă: acesta a realizat un concurs de proiecte în privința ridicării fațadei. S-au strâns peste 23 de arhitecți, dintre care cel care s-a distins evident a fost Alessandro Galilei. Fațada actuală datează din anul 1753. Fațada lui Galilei a înlocuit toate elementele antice ale originalei bazilici, impunând un stil neo-clasic. Catedra papală sau tronul episcopal face din această bazilică singura catedrală a Romei. Aceasta e așezată în absidă.
În bazilică se află mormintele a șase papi: Alexandru al III-lea, Sergiu al IV-lea, Clement al XIII-lea, Martin al V-lea, Inocențiu al III-lea și Leon al XIII-lea. Acest ultim papă a fost și ultimul neîngropat în Bazilica Sfântul Petru.

## Fotogalerie

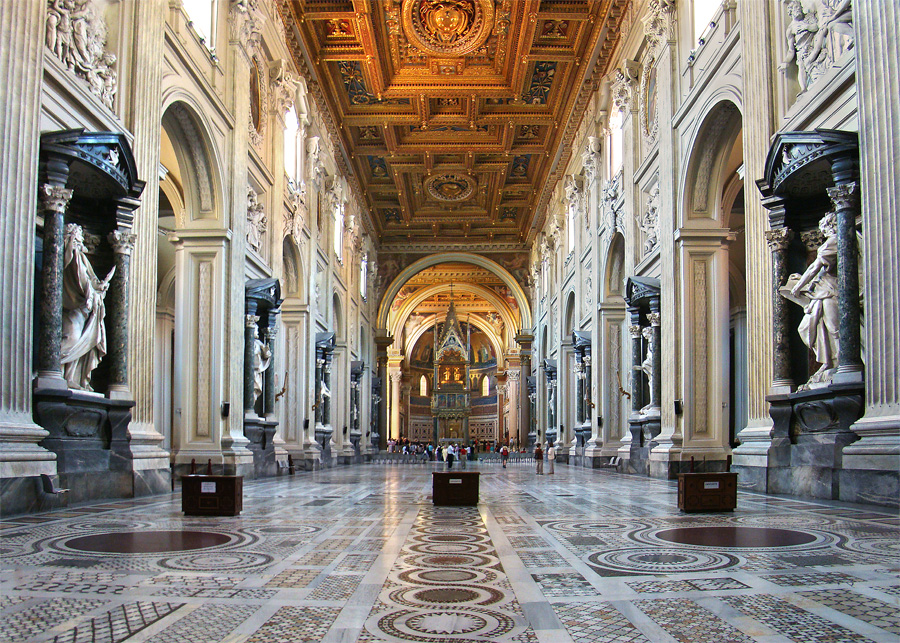
Interiorul bazilicii
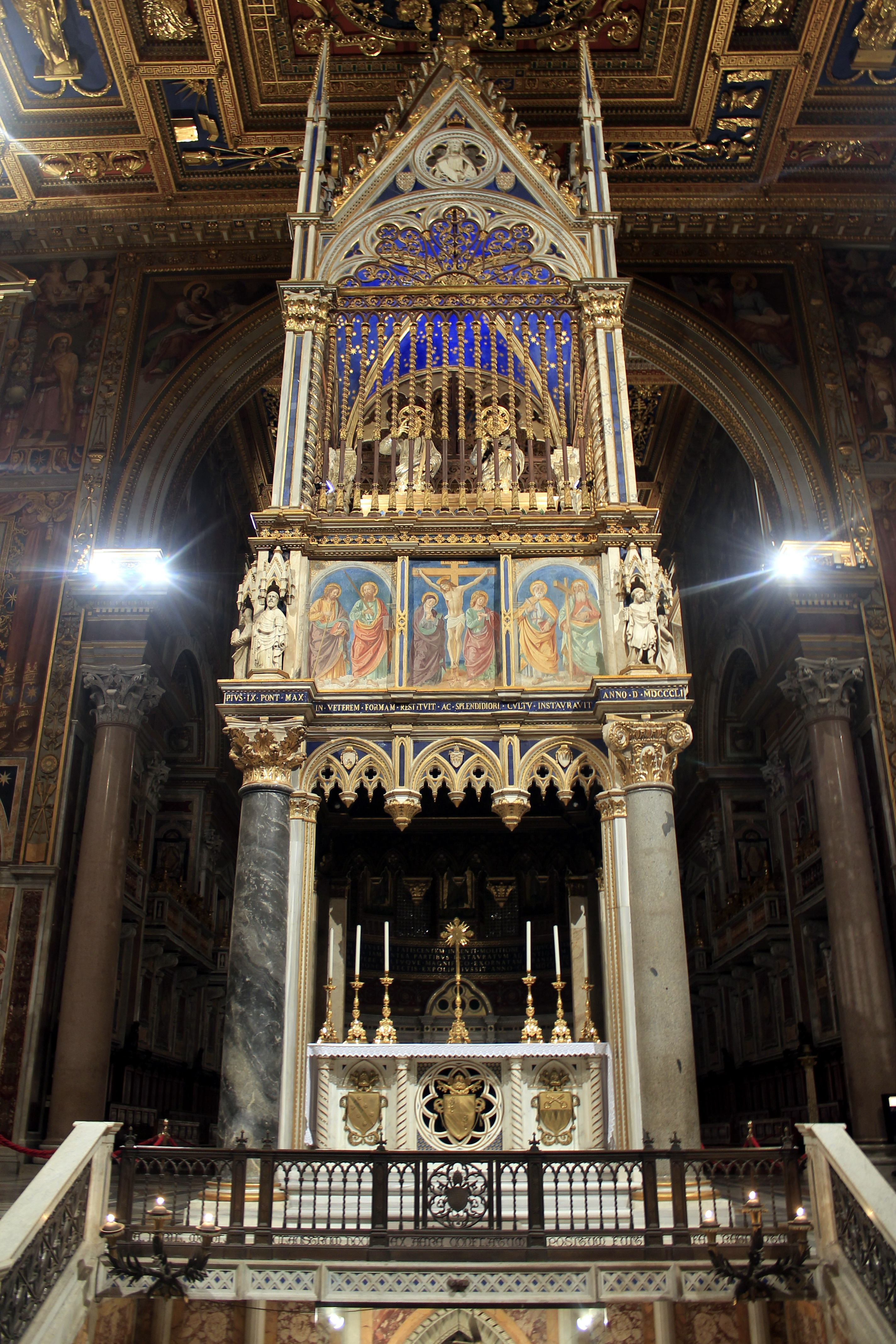
Altarul principal
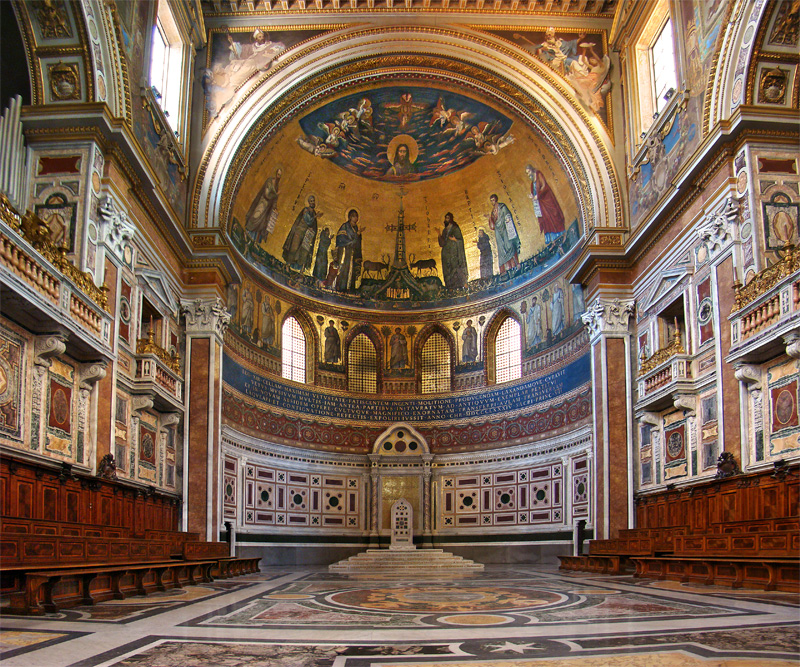
Scaunul papal
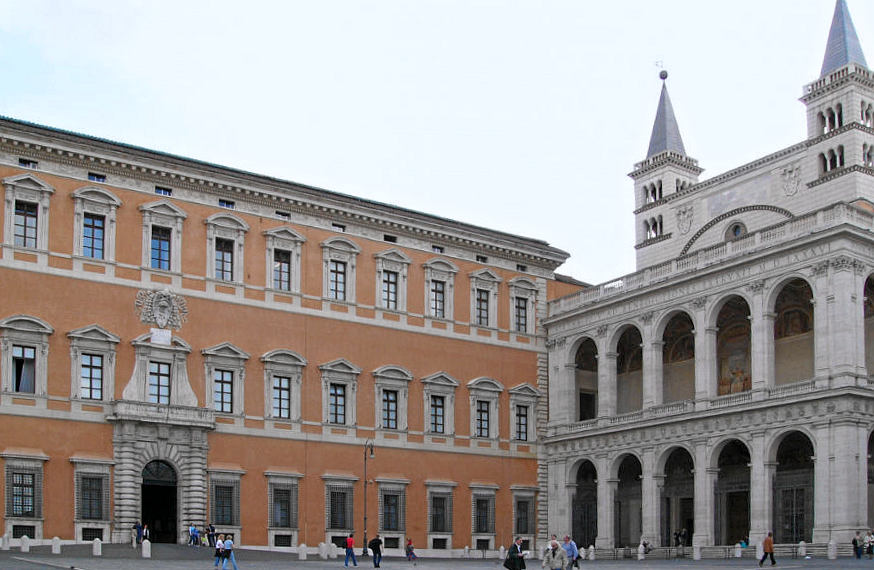
Palatul Lateran, locuința papilor
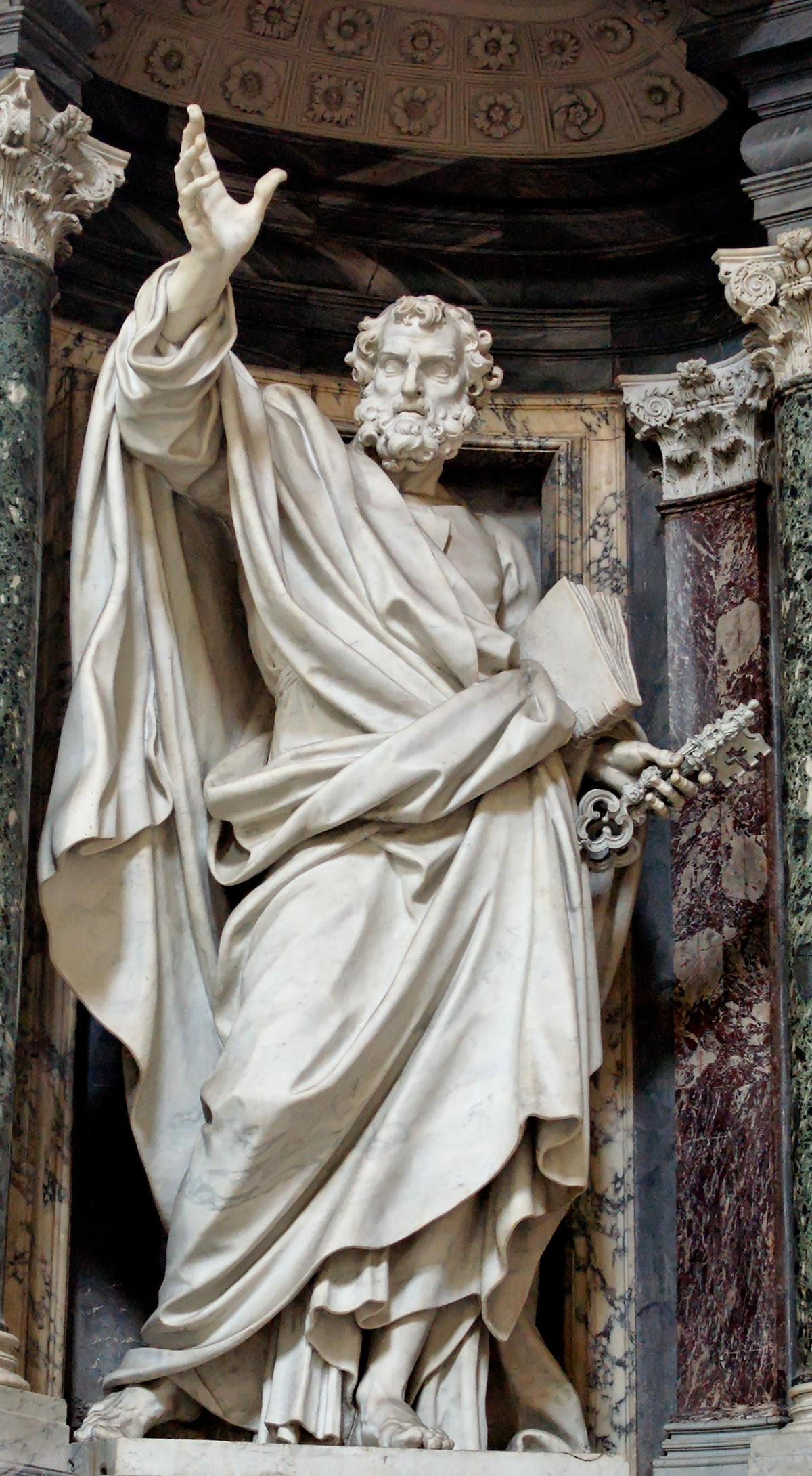
Statuia Sfântului Petru
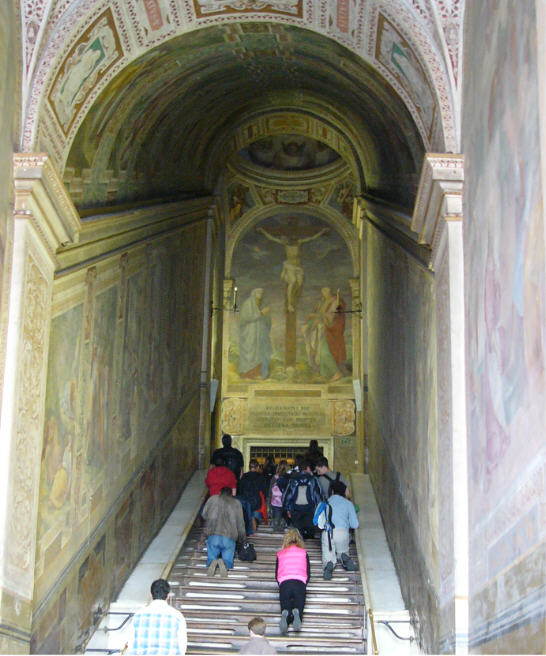
Scara Sfântă
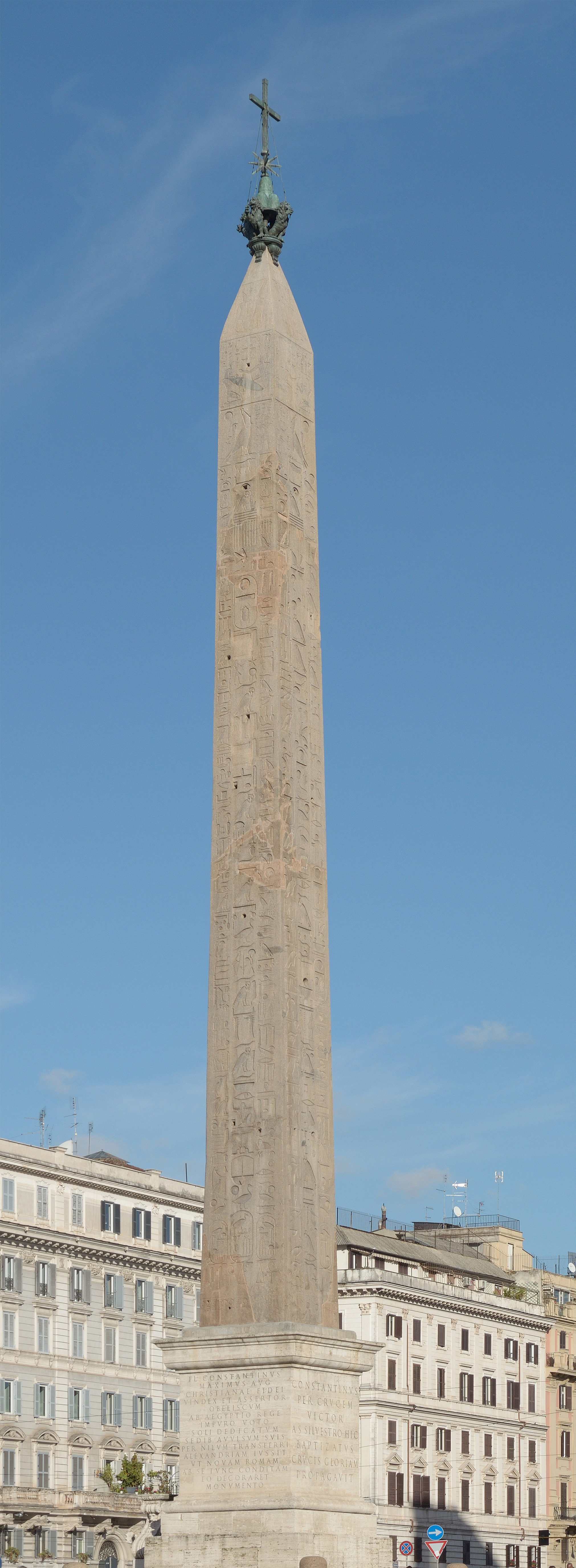
Obeliscul din fața bazilicii